# Delta (motorfiets)
Delta is een Duits historisch merk van motorfietsen.
De bedrijfsnaam was: Delta-Werk, Hugo Lindner, later Delta Werke AG, Solingen.
Hugo Lindner presenteerde in 1924 een serie vreemde, tweezits motorfietsen met een 498cc-eencilindermotor. In die periode was er in Duitsland behoefte aan goedkope, eenvoudige motorfietsen en er ontstonden vanaf 1923 honderden kleine merken die zulke modellen produceerden. Ze hielden de productiekosten laag door inbouwmotoren van andere merken te kopen.
Lindner deed dat niet: hij ontwikkelde zelf een motor, maar waarschijnlijk werd zijn motorfiets daardoor ook te duur, terwijl het afwijkende model niet aansloeg. Hij moest dan ook nog in hetzelfde jaar de productie beëindigen.